# روبرتو دياز (موسيقي)
روبرتو دياز (بالإنجليزية: Roberto Díaz)‏ هو موسيقي أمريكي، ولد في القرن العشرين في تشيلي.

## وصلات خارجية
- روبرتو دياز على موقع ميوزك برينز (الإنجليزية)
- روبرتو دياز على موقع أول ميوزيك (الإنجليزية)
- روبرتو دياز على موقع ديسكوغز (الإنجليزية)